# Chula Vista
Chula Vista és una ciutat ubicada al Comtat de San Diego, Califòrnia, Estats Units d'Amèrica, de 210.000 habitants segons el cens de l'any 2005 i amb una densitat de 1.370,9 per km². Chula Vista és la segona ciutat més poblada del comtat, la 14a més poblada de l'estat i la 89a més poblada del país. L'actual alcaldesa és Cheryl Cox.